# European Loc Pool

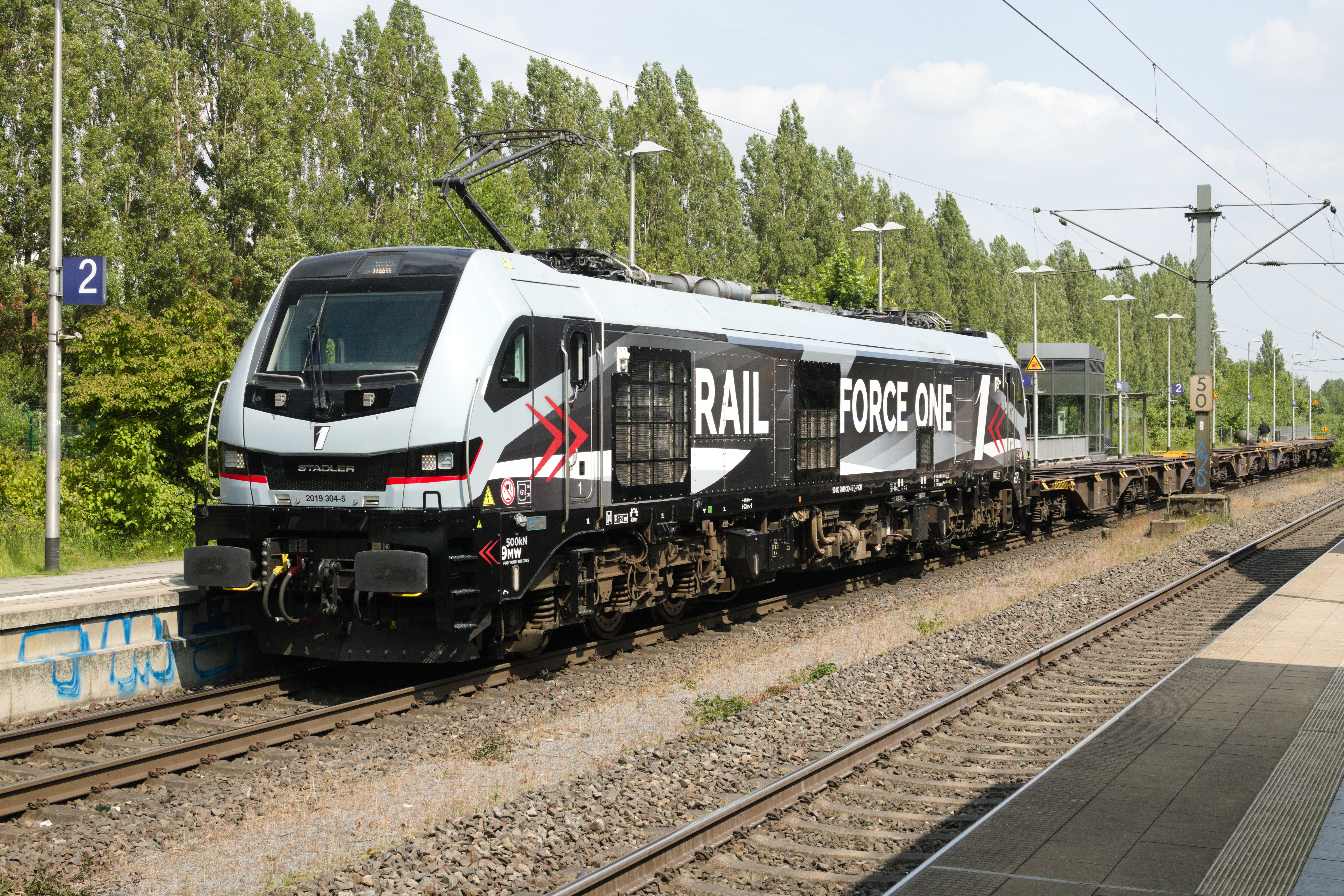
Euro 9000 der niederländischen Rail Force One, welche die Maschine bei ELP anmietet

Die European Loc Pool (ELP) mit Sitz im schweizerischen Frauenfeld und einer Niederlassung in Deutschland ist ein Leasingunternehmen, welches von Stadler Rail hergestellte Zweikraftlokomotiven mittel- bis langfristig an Eisenbahnverkehrsunternehmen vermietet. Die Dienstleistungen von ELP decken auch Instandhaltungsarbeiten, Hauptuntersuchungen, Revisionen und Versicherungen ab. Damit muss der Leasingnehmer keine Wartungs-Ressourcen aufbauen, hat aber auch kein technisches Know-how.
Die Aktien von ELP gehören zu 50 Prozent plus eine Stimme Peter Spuhler, dem Hauptaktionär von Stadler Rail, und zu 50 Prozent minus eine Stimme der Privatbank Reichmuth & Co in Luzern.
Die ersten 10 Stadler-Eurodual-Lokomotiven wurden 2017 bestellt und 2019/2020 geliefert. Weitere 20 Eurodual-Lokomotiven wurden im 2019 aus einem neuen Rahmenvertrag mit Stadler für insgesamt 100 Lokomotiven abgerufen. Zudem hat ELP vierachsige Hybrid-Rangierlokomotiven im Angebot. Im Dezember 2023 hatte das Unternehmen 100 Lokomotiven vermietet, bis Ende 2026 sollen es laut ELP zweihundert sein.